# Aert Raessens
Aert Raessens (Leende, 27 oktober 1637 - 31 december 1690) is een voormalig burgemeester van de Nederlandse stad Eindhoven. Raessens werd geboren als zoon van Gerit Raes Francissen, koopman in lijnwaad, kerkmeester en driemaal burgemeester te Leende, en Anthoniske Daems. Aert was een broer van de Eindhovense burgemeesters Martinus Raessens en Raes Gerits Raessens.
Raessens was linnenkoopman te Leende, koning van het St. Jansgilde van Leenderstrijp in 1663, koopman, Heilige Geestmeester (1678/1680) en burgemeester van Eindhoven in 1685 en 1686.
Hij trouwde op 8 juli 1684 in Eindhoven met Maria Anna Coolen, dochter van Goort Marcelis Coolen, linnenkoopman en burgemeester te Nuenen en van Hendrikske Goorts. Ze overlijdt te Eindhoven na 1725. Maria Anna Colen hertrouwt vóór 1695 met Rogier Wijnants, ook burgemeester van Eindhoven.